# Horytnica
Horytnica (с пол. — «Факел») — это польская патриотическая метал-группа, играющая в жанрах хэви-метал, викинг-метал и фолк-метал. Все песни она исполняет на польском языке, посвящяя их в основном истории Польши.

## История
Группа Horytnica была основана в 2008 м году в городе Краков ударником Михаилом Гурным и вокалистом Томасом Белинским. Через год после своего основания музыканты выпустили свой первый студийный альбом с одноимённым названием «Horytnica» на лейбле Olifant Records. В нём группа ещё не затрагивала тему истории, небольшую популярность обрели песни Mój Hymn (Мой Гимн) и Jak Tu Żyć? (Как Здесь Жить?).
В 2011 м году группа выпустила свой второй альбом «Głos Patriotów» на лейбле Vertex Records. В нём группа впервые использовала историю Польши для тематики своих песен, например, песня Katyńskie Łzy (Катынские Слёзы) посвящена Катынскому Расстрелу, а песня Lisowczycy посвящена Лисовчикам. Также в альбоме есть одна из самых популярных песен группы — Kochana Ma Polska (Любимая Моя Польша) и песня, посвящённая идеям славянства — Słowiańska Armia Pracy (Славянская Армия Труда).
Через год, в 2012 м году на том же лейбле Vertex Records вышел третий альбом — «Historie Walk O Wolność» (История Борьбы За Свободу), в котором группа продолжила тенденцию с исторической тематикой песен. К примеру, песня Cedynia 972 повествует о Цедынском Сражении, песня Zawisza Czarny повествует о польском рыцаре Завише Чёрном, а песня Somosierra 1808 повествует о Сомосьеррской Битве.
24 июня 2015 года вышел четвёртый альбом группы — «Pod Znakiem Miecza» (Под Знаком Меча), также в основном посвящённый истории Польши. Так, например, песня Wołyń 1943 посвящена Волынской Резне, а песня Reduta Ordona посвящена Юлиану Ордону.
В 2018 м году вышел последний на данный момент пятый альбом группы, названный «Szlakiem Przelanej Krwi» (След Пролитой Крови), вновь посвящённый истории Польши. К примеру, песня Dywizjon 303 (Дивизион 303) посвящена 303-й эскадрильи, состоявшей в основном из бежавших в Англию польских лётчиков и сражавшейся во Второй Мировой Войне на стороне Союзников, песня Lis-Kula посвящена польскому герою Леопольду Лис-Куле, а песня Płowce 1331 посвящена Битве под Пловцами.
Весной 2021го года группа объявила о том, что начинает запись нового альбома. Позже они заявили, что запись переносится на лето 2022го, и что они надеются закончить работу к сентябрю.

## Дискография
- 2008 год — «Horytnica»
- 2011 год — «Głos Patriotów»
- 2012 год — «Historie Walk O Wolność»
- 2015 год — «Pod Znakiem Miecza»
- 2018 год — «Szlakiem Przelanej Krwi»

## Участники группы
- Павел Зарадло — гитара
- Пётр Демьковский — бас-гитара
- Михаил Гурный — ударные (с 2007го года)
- Томас Белинский — вокал, гитара (с 2007го года)